# Дельталёт

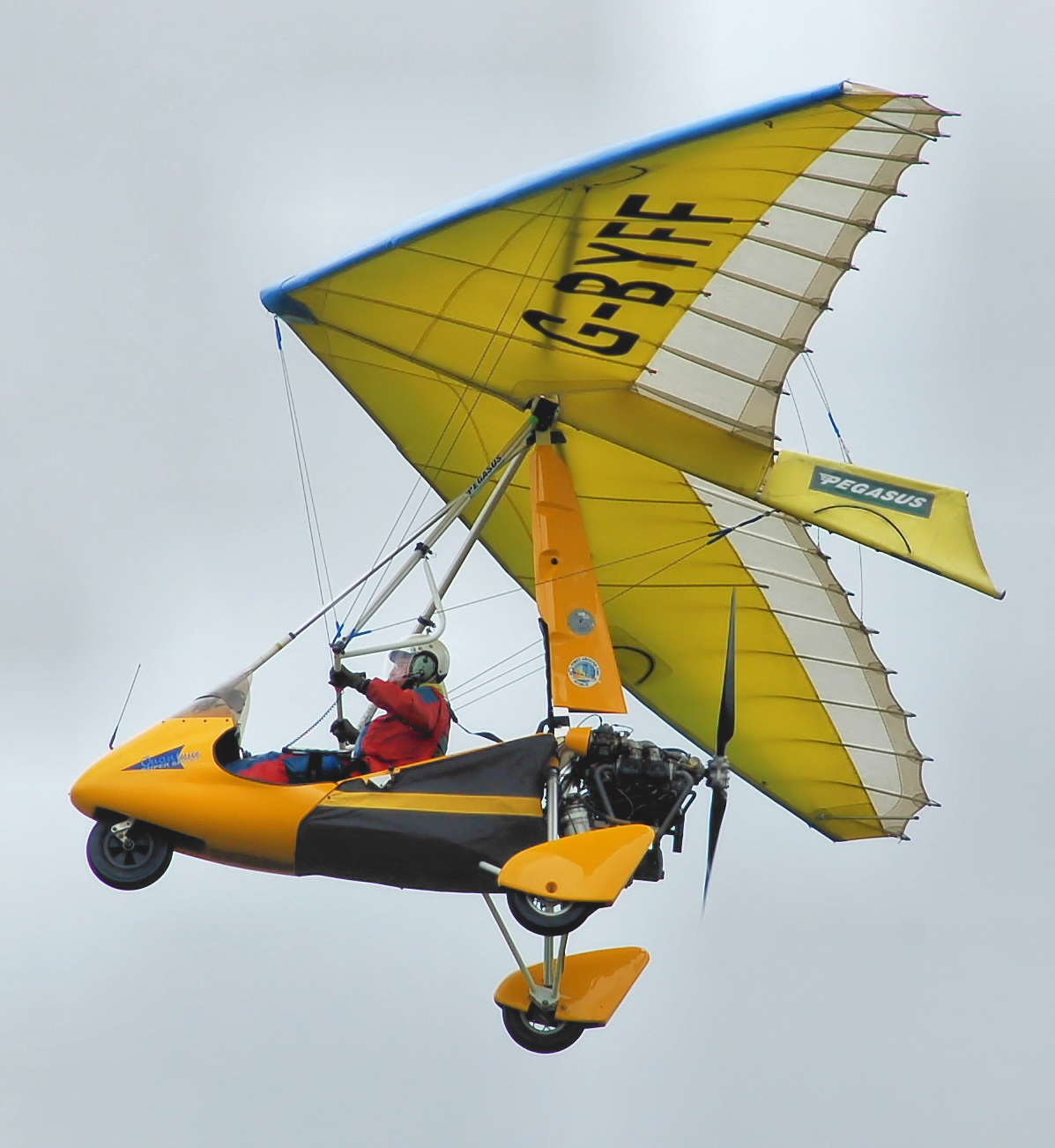
Дельталёт

Дельталёт — летательный аппарат с силовой установкой, имеющий форму крыла в виде греческой буквы дельта, балансирное управление и колёсную тележку (шасси).
Дельталёт создан на основе конструкции дельтаплана. Большая российская энциклопедия различает дельталёты, в конструкцию которых входит тележка с колёсным шасси, и мотодельтапланы, в которых взлёт обеспечивают ноги пилота; в то же время в информационных источниках и разговорной речи эти две конструкции часто смешиваются.

## Описание
Крыло состоит из силового дюралевого каркаса, расчаленного стальными тросами и обтянутого мягкой обшивкой из синтетической ткани (в настоящее время применяют каландрированные ткани типа дакрона с плотностью не менее 300 г/м²), посредством шарнира крепят к мототележке.
Мототележку изготавливают из силовых элементов, включает в себя несущий каркас, шасси, двигатель с редуктором и воздушным винтом, приборное оборудование, топливный бак и места́ (реже — три ме́ста) для пилота и пассажира.

## История

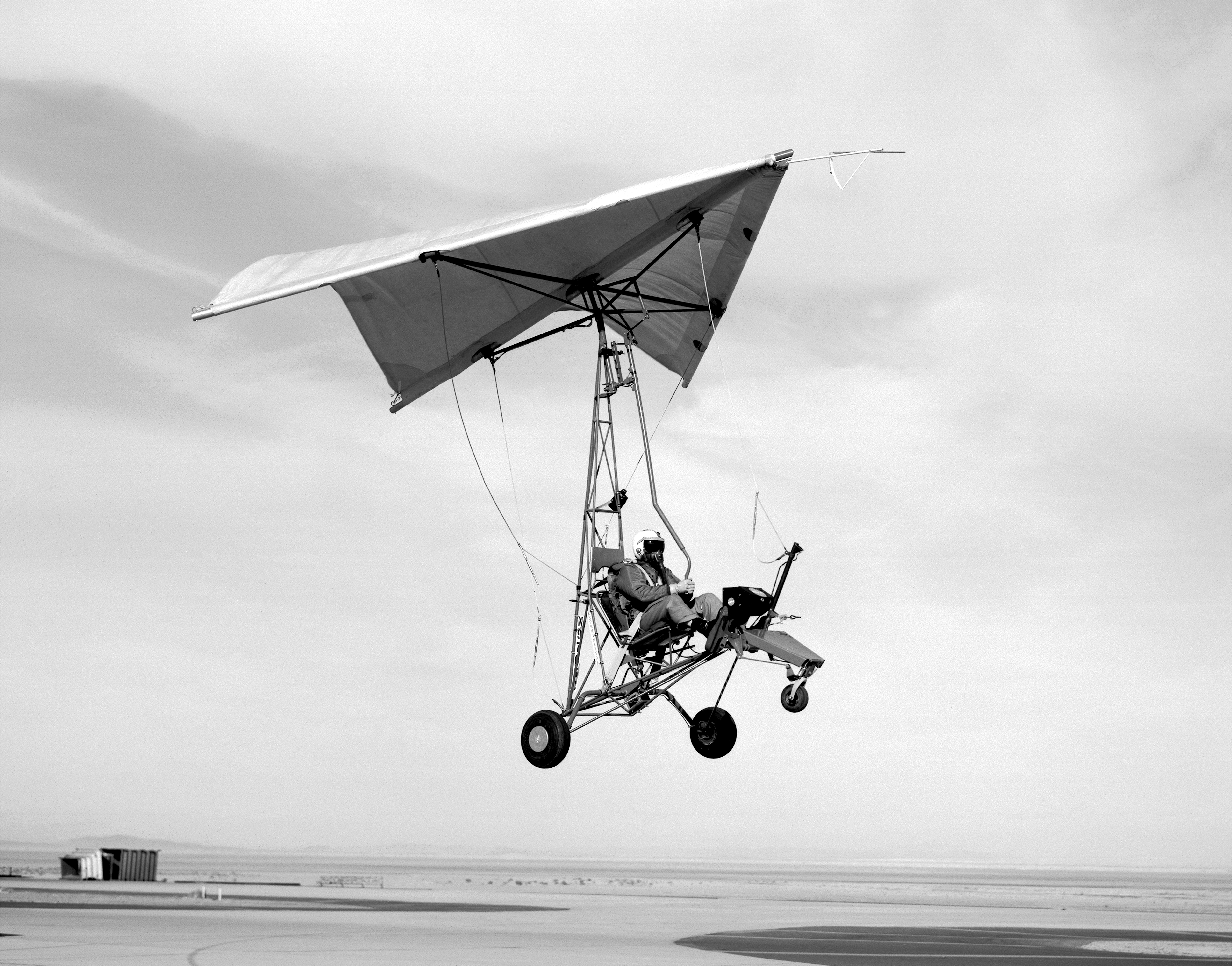
Буксируемый аппарат НАСА Paresev совершает посадку

Появление дельталётов стало возможным благодаря изобретению крыла Рогалло, представлявшего собой самостоятельно расправляющуюся гибкую треугольную крыловидную конструкцию. Уже в начале 1960-х годов НАСА, рассчитывая использовать крыло Рогалло для посадки космических капсул, начало постройку экспериментальных конструкций, объединяющих это крыло и колёсные или поплавковые кабины. В итоге аэрокосмическое агентство сделало выбор в пользу парашютов традиционной формы, и работы над прообразами дельталётов были свёрнуты.
Одновременно с НАСА над летательными аппаратами, в отличие от дельтаплана совмещающими крыло Рогалло с колёсной тележкой, работали частные конструкторы-энтузиасты. Так, в 1961 году американский инженер Томас Перселл соединил крыло Рогалло шириной 4,9 м с алюминиевым колёсным корпусом, включавшим пассажирское сиденье, позже заменив колёса поплавками (эта конструкция, однако, ещё не имела собственной силовой установки и буксировалась сначала за автомобилем, а позже за катером). В 1966 году один из пионеров дельтапланеризма Барри Палмер построил первый аппарат на силовой тяге с крылом Рогалло, взлёт которого осуществлялся с помощью толчка ногами, а спустя год построил первый частный моторный аппарат, совмещавший крыло Рогалло с колёсной тележкой.
Первой советской конструкцией моторного летательного аппарата с гибким крылом типа Рогалло стал построенный в 1969—1972 годах «гибколёт» ХАИ-21. Этот аппарат собирался из двух отдельных компонентов — гибкого крыла размахом 8 м и мототележки на трёхопорном шасси, на которую были установлены двигатель МТ-9 мощностью 32 л. с. с деревянным винтом, а также хвостовая балка с хвостовым оперением. Стартовый вес конструкции составил 320 кг, скорость взлёта — 50 км/ч, посадки — 45 км/ч. При крейсерской скорости 90 км/ч проектная дальность полёта составляла 150 км. В 1986 году ХАИ-21 был переделан в сверхлёгкий самолёт ХАИ-40.

## Использование
Мотодельтапланы (дельталёты) используют в основном для коротких полетов и воздушных прогулок, для проведения аэрофотосъемки, а также в сельском хозяйстве для опрыскивания полей.

### Боевое применение
В время войны в Абхазии мотодельтапланы применялись вооружёнными силами Абхазии. В первые месяцы войны пилоты на таких аппаратах многократно совершали налёты и бомбардировки грузинских объектов, включая аэропорт и железнодорожный вокзал в Сухуми и цели в Гагре.